# Pliva

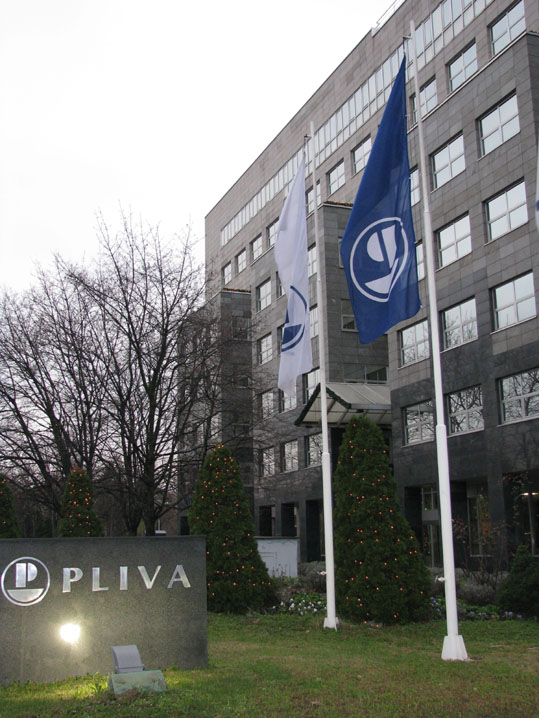
Der Hauptsitz des Unternehmens bis zum August 2012

Die Pliva d.o.o. (Anmerkung: d.o.o. ist die kroatische Entsprechung für Gesellschaft mit beschränkter Haftung) ist ein großer Pharmakonzern und Hersteller bedeutender Medikamente aus Kroatien mit Sitz in Zagreb. Der derzeitige Direktor des Unternehmens ist Željko Čović. Das Unternehmen verfügt über mehrere Produktionsstandorte in ganz Europa.
Im Oktober 2006 wurde das Unternehmen an den amerikanischen Großkonzern Barr Pharmaceuticals verkauft, der nun im Besitz von 92 % der Pliva-Aktien ist. Zuvor lieferten sich der isländische Actavis-Konzern und Barr einen monatelangen Übernahmekampf, den Barr schließlich für sich entscheiden konnte. Der Preis lag bei 2,5 Mrd. US-Dollar. Die Offerte von Actavis wurde vom Management als feindlich eingestuft während das Angebot von Barr als fair bezeichnet wurde.
Nach dem 25. Oktober 2006 und mit Überweisung des Aktienerwerbkapitals wurde Pliva ein gleichwertiges Partnerunternehmen von Barr Pharmaceuticals. Durch den Zusammenschluss von Barr Pharmaceuticals und Pliva entstand, nach Gesamteinkünften gerechnet, weltweit das drittgrößte Herstellerunternehmen von Generika. Der weltweite Hauptsitz des Unternehmens war in New Jersey (USA). Das Zentrum für das Geschäftsfeld in Europa war Zagreb.
Durch die Übernahme der Pliva entstand ein globales Unternehmen, das mehr als 120 generische Medikamente sowie 25 Eigenmarken in den USA und mehr als 550 Produkte in West- und Osteuropa erzeugte. Gleichzeitig stellte die Übernahme von Pliva die größte jemals getätigte amerikanische Investition in Kroatien und der Region dar. In einer Verlautbarung ließ Barr erklären, dass durch den Zusammenschluss ungenützte Kapazitäten aufgefüllt wurden. Es sollte insbesondere in weitere Forschung und Entwicklung investiert werden, vor allem von biotechnologischen Medikamenten.
Ende 2007 beschäftigte das Unternehmen 6.137 Mitarbeiter und erzielte 2007 einen Umsatz von HRK 6,37 Mrd. Das Ergebnis vor Zinsen und Steuern (EBIT) betrug HRK 832 Mio., das Nettoergebnis lag bei HRK 707 Mio.
Am 23. Dezember 2008 übernahm Teva Barr Pharmaceuticals für 7,5 Mrd. US $, so dass Barr und Pliva Teil der Teva wurde.